# 格利博喬克 (科托夫斯克區)
47°43′45″N 29°29′29″E / 47.72917°N 29.49139°E
赫利博喬克（烏克蘭語：Глибочок）是位於烏克蘭西南部的村莊，由敖德萨州波季利斯克区的庫亞利尼克市鎮負責管轄。該村始建於1902年，面積1.92平方公里，海拔高度111米，2001年人口508，人口密度每平方公里264.58人。